# Капу Кодрулуј (Сучава)
Капу Кодрулуј (рум. Capu Codrului) насеље је у Румунији у округу Сучава у општини Палтиноаса. Oпштина се налази на надморској висини од 456 m.

## Становништво
Према подацима из 2002. године у насељу је живело 2636 становника, од којих су сви румунске националности.